# Фридевалд (Хесен)
Фридевалд (њем. Friedewald) општина је у њемачкој савезној држави Хесен. Једно је од 20 општинских средишта округа Херсфелд-Ротенбург. Према процјени из 2010. у општини је живјело 2.426 становника. Посједује регионалну шифру (AGS) 6632006.

## Географски и демографски подаци
Фридевалд се налази у савезној држави Хесен у округу Херсфелд-Ротенбург. Општина се налази на надморској висини од 388 метара. Површина општине износи 39,6 km². У самом мјесту је, према процјени из 2010. године, живјело 2.426 становника. Просјечна густина становништва износи 61 становника/km².